# Hoàng Vân
Hoang Van (ou Hoàng Vân, né Lê Văn Ngọ) est un auteur-compositeur vietnamien né en 1930 à Hanoï, (ex-Tonkin), Vietnam et mort le 4 février 2018 dans la même ville, un des porte-étendards d'un courant de musique né dans les années 1950 dans le nord du Vietnam, devenu le courant dominant de la musique vietnamienne contemporaine et continue à se développer à ce jour. 
Auteur très abondant, il a commencé à composer dès les années 1950 et continua à écrire pratiquement jusqu'à sa mort à 88 ans et a travaillé dans toutes les catégories de composition musicale. Très connu par le public par ses chansons mais c'est lui qui signe le premier poème symphonique du Vietnam en 1960 et la musique d'un des premiers ballets vietnamiens en 1968. 
C'est dans les années 1960 que le compositeur a créé ou confirmé plusieurs formes nouvelles de cette musique: chorale et grandes épopées, chants pour les provinces, chants pour les enfants, chants des métiers, berceuses modernes et bien d'autres. Il sera le compositeur vietnamien qui écrivit le plus d’œuvres consacrées aux différentes provinces et aux différents métiers ayant le plus de succès. Ses œuvres pour orchestre symphonique et chœur sont toujours très attendues, il est aussi un des initiateurs de l'utilisation des bases de la musique traditionnelle vietnamienne dans la musique contemporaine en symbiose avec la musique classique européenne.
Hoang Van a reçu le Prix Hô Chi Minh pour Littérature et Arts (Giải thưởng Hồ Chí Minh về văn học nghệ thuật), la plus grande distinction au Vietnam pour un compositeur-auteur, en 2000.

## Biographie
Hoang Van est né le 24 juillet 1930 au nom de LÊ Văn Ngọ dans la vieille ville de Hà Nôi. Son père est professeur de mandarin au lycée du Protectorat (lycée Chu Van An à ce jour). Il reçoit une formation classique francophone à Hà Nôi jusqu'à ses 16 ans.
En 1946, ayant perdu sa mère (1943) puis son père (1946), il est parti dans les rangs des combattants de Ho Chi Minh. Il commença à écrire des chansons dans les tranchées dès 1951. La première œuvre qui lui a rendu célèbre dès les années 1950 est Hò kéo pháo (Chant de halage des canons), composée dans les tranchés de Dien Bien Phu.
Il part faire des études de musique classique européenne au Conservatoire National de Musique de Pékin, Chine, entre 1954 et 1960 et un stage d'un an au Conservatoire de Sofia, Bulgarie, en 1975.
Au retour du Vietnam en 1960, il est devenu Directeur artistique et chef de l'Orchestre de la Radio du Vietnam. Il a contribué activement à l'établissement et le développement de l'orchestre de la Radio du Vietnam, qui lui a rendu un environnement favorable à ses créations. On le sollicite pour plusieurs types de composition, notamment les chansons pendant la guerre, ainsi sont nés les chants des provinces et des métiers.
Il a donné des cours d'orchestration et de composition musicale au Conservatoire National de Musique de Hanoï jusqu'aux années 1990. Plusieurs de ses élèves ont fait des carrières de composition musicale brillantes comme An Thuyen, Truong Ngoc Ninh, Van Thanh Nho,... d'autres compositeurs du Vietnam réclament d'être son élève même s'ils n'ont jamais suivi ses cours au Conservatoire comme Tran Tien, Nguyen Cuong, Truong Tuyet Mai, Phu Quang... Puisant son inspiration dans les trésors de la musique populaire et traditionnelle, il a renforcé et créé plusieurs formes d’œuvres devenues représentatives de ce courant de musique.
Il a laissé deux symphonies jamais jouées et enregistrées (La Symphonie pour les soldats no 2, le poème symphonique no 3). Sa symphonie avec chœur, Trên chiến trường không bao giờ quên, "Sur le champ de bataille à ne jamais oublier ou Réminiscence II", a été joué dans la totalité en 2005.
Hormis la musique, il a une grande passion avec la calligraphie qu'il pratique beaucoup dans les dernières années de sa vie, un art qu'on croyait perdu pendant la guerre mais qui a repris toutes ses lettres de noblesse à ce jour au Vietnam,.
Hoang Van s'est éteint le 4 février 2018 à Hà Nôi. Lors de son décès, l'ensemble des médias vietnamiens lui rend hommage avec plus d'une centaine d'articles. Par les spécificités de son époque pendant la guerre, ce courant de musique du Nord Vietnam dont les œuvres de Hoang Van n'a pas eu beaucoup de rayonnement international, les références en français sont plutôt rares.

## Œuvres marquantes
Les œuvres les plus marquantes dans sa carrière :
- Hò kéo pháo (Chant du halage des canons), première chanson connue et primée, 1953. En 2014, pour le soixantième anniversaire de la bataille de Dien Bien Phu, France-Inter a pris sa chanson pour titre d'une de ses émissions[4],[5]
- Thành đồng Tổ Quốc (Rempart d'airain de la Patrie), poème symphonique no 1, 1960. Oeuvre de fin d'études et première symphonie du Vietnam connue[6]
- Hồi tưởng (Mémoires ou Réminiscence I), œuvre pour orchestre et deux chorales, no 2, 1960. Pièce la plus jouée au Vietnam et à l'étranger[7],[8],[9]
- Hò thả trâu (Chant du petit gardien de buffle), première chanson pour enfant, 1964
- Bài ca giao thông vận tải (Chant pour les soldats de ravitaillement, devenu le chant pour tous les métiers du transport), environ 1965
- Tôi là người thợ lò (Je suis un mineur de fond), première épopée consacrée aux métiers, environ 1962
- Quảng Bình quê ta ơi (Quang Binh mon pays natal), première chanson pour une province, 1964
- Nổi trống lên rừng núi ơi (Tambourinez oh montagnes et forêts), 1968
- Người chiến sĩ ấy (Ce soldat-là), 1969
- Bài ca xây dựng (Chant des ouvriers du bâtiment), 1974
- Tình ca Tây Nguyên (Romance dans les Hauts plateaux), 1980
- Trên chiến trường không bao giờ quên (Réminiscence II), œuvre pour orchestre et deux chorales, no 3, 2004. Pour écouter le Chapitre 1[10]

## Chansons et fonctionnalité
Dans les traditions musicales vietnamiennes, la fonctionnalité joue un rôle important. La musique est née d'une fonction sociale et corrèle à une fonction sociale. Dans le contexte du Vietnam d'alors où les chansons d'influences françaises n'avaient plus répondu aux besoins d'un peuple d'entre les guerres (1960 - 1980), les compositeurs de ce courant musical au Vietnam ont créé la fonction sociale dans leurs œuvres pour être présents aux côtés de la population. Chansonnier pendant la guerre et lorsque le pays a pu gagner la paix, Hoang Van est connu des générations de Vietnamiens pour les chants pour enfants, pour les provinces et pour les métiers.

### Chansons pour enfants et pour la jeunesse
Il a beaucoup composé pour les enfants. En l'an 2000, trois de ses chansons sont retenues dans la sélection "50 meilleures chansons pour enfant au 20e siècle au Vietnam". Voici celles les plus connues et qui continuent à être chantées :
- Bảy sắc cầu vồng (Sept couleurs d'arc-en-ciel) (chant générique pour une émission de télévision)
- Bốn mùa (tổ khúc) (Quatre saisons) (suite de quatre chansonnettes représentant les quatre saisons)
- Ca ngợi Tổ quốc (Hymne à la Patrie au printemps) (extrait de la chorale d'enfants du poème symphonique Hồi tưởng, Mémoires ou Réminiscence)
- Chú em là thủy thủ (Mon oncle est un marin)
- Con chim vành khuyên (L'oiseau canari)
- Đường lên đỉnh Olympia (La route pour l'Olympe) (chant générique pour une émission de télévision)
- Em yêu trường em (J'aime mon école)
- Mùa hoa phượng nở (La saison des flamboyants)
- Hai con búp bê, (Les deux poupées)
- Hò thả trâu (Chant du petit gardien de buffle), première chanson pour enfant, 1964.

On notera ses recherches pour puiser dans la musique traditionnelle vietnamienne pour créer des chansons modernes. Il fait partie des compositeurs vietnamiens qui réussissent ce mariage, créant ainsi un courant musical spécifique à cette période. Il a même créé certaines catégories comme ces berceuses ou comptines modernes:
- Bốn bài Hát ru (4 berceuses)
- Hò thả trâu (comptine sur le chant d'un petit gardien de buffle)

### Chansons pour les métiers
Une des fonctionnalités la plus appliquée pour la période est le chant pour différents corps de métier. Mineur, ouvrier du bâtiment, professeur d'école, paysans ou fermier, pêcheur, marin, docteur, employé des chemins de fer, étudiant et bien entendu soldat... Initiateur du mouvement, Hoang Van a dédié à chacun sa mélodie préférée avec une lyrique souvent très recherchée. Plusieurs chansons sont devenues l'hymne du métier. Ce qui donne le la à ce type de chants pour toute une génération de compositeurs contemporains vietnamiens. Liste des chants des métiers les plus connus :
- Bài ca giao thông vận tải (Chant pour les soldats de ravitaillement, devenu le chant pour tous les métiers du transport), environ 1965
- Bài ca người chiến sĩ áo trắng (Chant des soldats à la blouse blanche)
- Bài ca người đánh cá Quảng Ninh (Chant des pêcheurs de la province de Quang Ninh - la Baie d'Halong)
- Bài ca người giáo viên nhân dân (Chant dédié aux professeurs)
- Bài ca xây dựng (Chant des ouvriers du bâtiment), 1974
- Bài ca pháo kích (Chant pour les soldats de l'armée de terre)
- Chào anh giải phóng quân - chào mùa xuân đại thắng (Bonjour le libérateur, bonjour le printemps de la victoire)
- Cho cây đời mãi mãi xanh tươi (Pour que l'arbre de vie sera toujours vert, Chant pour l'Université de Hanoi)
- Hát về cây lúa hôm nay (Chant pour les rizières)
- Tình ca người thợ mỏ (Romance des mineurs de fond)

### Chansons et hymnes des provinces
Ces chansons dédiées à telle ou telle province est une spécificité de ce courant musical. Chaque province devait avoir son hymne.
- Hà Nội - Huế - Sài Gòn (Hanoi - Hue - Saigon), sur un poème de Lê Nguyên, 1961
- Hai chị em (Les deux sœurs - Provinces de Thai Binh et de Trà Vinh)
- Quảng Bình quê ta ơi (Quang Binh mon pays natal), première chanson pour une province, 1964. Cette chanson a été son premier succès et est chantée par toutes les générations de chanteurs vietnamiens. Un film d'hommage à cette chanson lui est consacré en 2019[12].
- Bài ca Vĩnh Linh (Chant pour Vinh Linh)
- Tình ca Tây Nguyên (Romance pour Tay Nguyen)
- Tình ca Vũng Tàu (Romance pour Vung Tau)
- Tình yêu Hải Phòng (L'amour pour Hai Phong)
- Tình yêu Hà nội (L'amour pour Ha Noi)
- Chia tay với Chùa Hương (Des adieux pour la Pagode de Parfum)
- Tiếng sáo vùng cao (Sons de flûte - province de Hà Giang)

## Musique pour orchestre symphonique
Parmi ses œuvres pour orchestre symphonique, seule le premier poème symphonique Thành đồng Tổ Quốc (Rempart d'airain de la Patrie), créée en 1960, a été enregistrée, ainsi que la dernière, Diên Bien Phu ou Trên chiến trường không bao giờ quên, "Sur le champ de bataille à ne jamais oublier,  Réminiscence II.
- Thành đồng Tổ Quốc (Rempart d'airain de la Patrie), poème symphonique no 1, 1960
- Symphonie pour les soldats no 2, Tưởng niệm, 1991 (inédite)
- Poème symphonique no 3 Tuổi trẻ của tôi, Ma jeunesse, 2000, (inédit)

## Musique de chambre
- Fugue pour piano
- Concertino pour violon et corde Giai điệu tình yêu, Mélodie d'amour
- Pièce pour flûte Vui được mùa, Joie de la moisson
- Concertino pour ensemble Hoa thơm bướm lượn, Fleurs et papillons
- Concertino pour piano
- Pièce pour basson Hành khúc con voi ou Voi kéo gỗ trên lâm trường, Marche de l'éléphant

## Chorale, épopée et autres
Au retour de Pékin, dans les années 1960, les activités musicales au Vietnam ne pouvaient accueillir que très peu d’œuvres orchestrales, Hoang Van a écrit donc les pièces pour orchestre et chorale pour que cette musique parvienne plus facilement à son public: Việt nam muôn năm (Vive Vietnam ma Patrie), et notamment Hồi tưởng (Réminiscence, ou Mémoires).
La musique symphonique ne pouvait pas être au rendez-vous du public pendant la guerre, les Vietnamiens aiment le chant. Certains compositeurs avant Hoang Van ont commencé à créer des longues chansons (épopées ou trường ca) qu'il a continué à perfectionner et donner une vie à part entière à ces œuvres avec différents sujets, plusieurs pour les chœurs d'adultes et d'enfants:
- Hồi tưởng (Mémoires ou Réminiscence I), oeuvre pour orchestre et deux chorales, 1960. Pièce la plus jouée au Vietnam et à l'étranger[7],[8],[9]
- Vượt núi (Dépasser la montagne)
- Trên chiến trường không bao giờ quên (Réminiscence II, Sur le champ de bataille à ne jamais oublier), oeuvre pour orchestre et deux chorales de quatre mouvement, 2004, qu'on peut considéré comme la Symphonie no 4
- Việt Nam muôn năm (Vive Vietnam)
- Tình yêu quê hương (L'amour à mon pays), sur un poème de Nguyen Dinh Thi
- Tôi là người thợ lò (Je suis un mineur de fond)
- Bình minh thế kỷ (A l'aurore du millénaire), sur un poème de Nguyen Dinh Thi
- Kỷ niệm ở quê hương (Souvenir de mon pays natal)
- Hát dưới cờ búa liềm (Chant sous le drapeau)

On note aussi les chansons de style musique de chambre européenne avec piano:
- Tôi yêu nhà máy của tôi (J'aime mon usine)
- Nổi trống lên rừng núi ơi (Frappez les tambours, forêts et montagnes!)
- Bài ca người giáo viên nhân dân (Chant dédié aux professeurs)
- Tiếng cồng giải phóng tiếng cồng chiến thắng (Le gong de la libération, le gong de la victoire)
- Guồng nước quay (Le moulin à eau)

## Musique pour cinéma
Le cinéma vietnamien contemporain, tout comme sa musique, a été au balbutiement au début des années 1960. Hoang Van a contribué aux tout premiers films faits au Vietnam après l'indépendance.
- Con chim vành khuyên (L'oiseau canari), les années 1960
- Khói trắng (La fumée blanche), les années 1960
- Vĩ tuyến mười bảy ngày và đêm (17e parallèle jour et nuit), les années 1970
- Em bé Hà Nội (La petite fille de Hà Nôi), les années 1970
- Mỗi tình đầu (Premier amour), les années 1980
- Đất mẹ (Terre natale), les années 1980
- Hẹn gặp lại Sài Gòn (A une prochaine fois, Saïgon), les années 1990

## Musique pour théâtre
- Il a créé la musique pour un des premiers ballets du Vietnam dont l'histoire s'inspirait de la vie d'une héroïne pendant la guerre, Chị Sứ, Madame Su, joué aux alentours des années 1970. C'est une des œuvres qui lui a valu le Prix Ho Chi Minh des Lettres et des Arts en 2000.
- Hoang Van a écrit la musique pour Nila, la tambourineuse, une des pièces de théâtre soviétiques traduite en vietnamien et a été jouée sur scène à plus de 2 000 reprises dans les années 1960 (voir l'article sur le metteur en scène).